# Henk Schijvenaar
Hendrik "Henk" Schijvenaar (ur. 31 maja 1918 w Haarlemie, zm. 17 września 1996 w Amsterdamie) – piłkarz holenderski grający na pozycji obrońcy. W swojej karierze rozegrał 18 meczów w reprezentacji Holandii.

## Kariera klubowa
W swojej karierze piłkarskiej Schijvenaar grał w klubie EDO Haarlem.

## Kariera reprezentacyjna
W reprezentacji Holandii Schijvenaar zadebiutował 4 maja 1947 w wygranym 2:1 towarzyskim meczu z Belgią, rozegranym w Antwerpii. W 1948 roku był w kadrze Holandii na igrzyska olimpijskie w Londynie. Od 1947 do 1951 roku rozegrał w kadrze narodowej 18 meczów.